# Jonathan Nordh

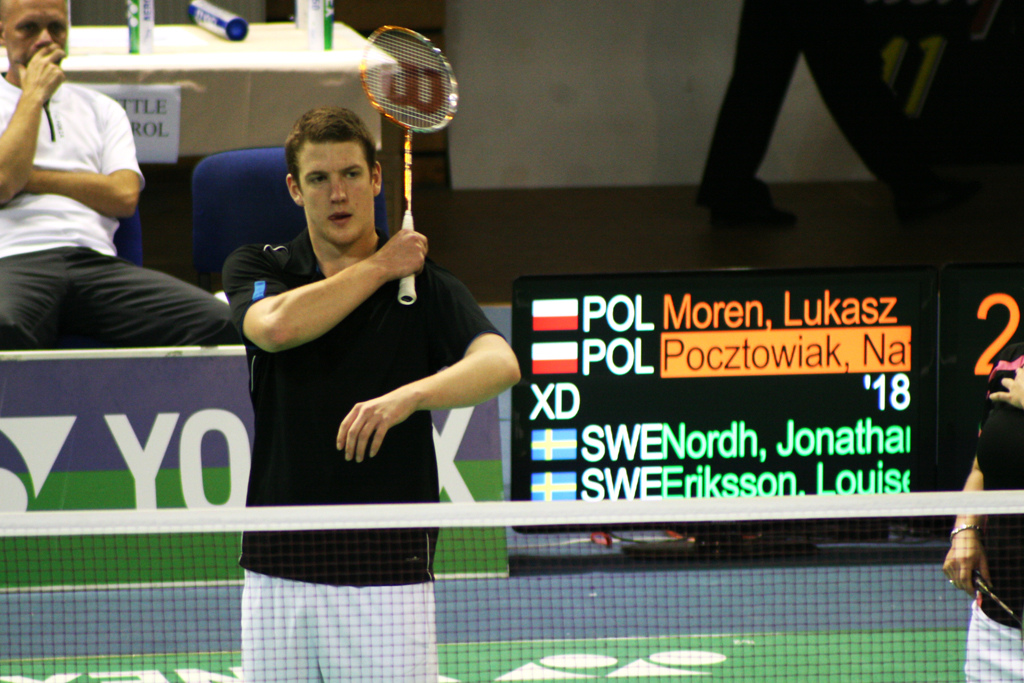
Jonathan Nordh bei den Czech International 2011

Jonathan Nordh (* 27. April 1988) ist ein schwedischer Badmintonspieler.

## Karriere
Jonathan Nordh gewann in Schweden 2006 den Juniorentitel im Mixed. Bei den Polish Open 2012 und den Bulgarian International 2012 wurde er Dritter im Doppel, bei den Kharkov International 2012 Zweiter. 2012 belegte er Rang drei im Mixed bei den nationalen Titelkämpfen. Im gleichen Jahr startete er auch bei den Badminton-Europameisterschaften.

## Sportliche Erfolge
| Saison    | Veranstaltung                     | Disziplin    | Platz | Name                                                   |
| --------- | --------------------------------- | ------------ | ----- | ------------------------------------------------------ |
| 2005/2006 | Schweden: Einzelmeisterschaft U19 | Mixed        | 1     | Jonathan Nordh / Louise Hedberg (BK Aura / Wätterstad) |
| 2011/2012 | Schweden: Einzelmeisterschaft     | Mixed        | 3     | Jonathan Nordh / Louise Eriksson                       |
| 2013      | Schweden: Einzelmeisterschaft     | Herrendoppel | 1     | Patrik Lundqvist / Jonathan Nordh                      |
| 2013      | Schweden: Einzelmeisterschaft     | Mixed        | 1     | Jonathan Nordh / Emelie Lennartsson                    |
| 2014      | Czech International               | Mixed        | 1     | Jonathan Nordh / Emelie Fabbeke                        |